# 황금 (식물)
황금(黃芩, 문화어: 속썩은풀, Bikal skullcap 또는 Chinese skullcap)은 꿀풀과에 속한 여러해살이풀이다.

## 분포
동시베리아, 몽골, 만주, 중국 등지에 분포하며, 한국에서는 약용식물로 재배하던 것이 빠져나가 야생화하였다. 울릉도, 충북 제천과 청주 등에서 발견된다.

## 생태
한국 각처의 산지에 나고, 흔히 밭에 재배하며 높이 60 센티미터 가량이다. 전체에 털이 나 있고, 줄기는 밀생하며 네모지고, 가지가 많이 갈라진다. 잎은 마주나며, 잎자루는 거의 없고, 길이 4.5 센티미터, 폭 8 밀리미터, 가장자리에 톱니가 없다. 꽃은 총상꽃차례, 자주색, 원줄기 끝과 가지 끝에 붙는다. 꽃받침은 종 모양, 꽃이 핀 후에 닫히고, 화관은 입술 모양이며, 화관의 길이는 2.5 센티미터 정도이다. 열매는 꽃받침 안에 들어 있고, 둥근 모양이다.

## 쓰임새
어린 순은 식용한다. 뿌리는 지혈 등의 효능이 있고 목적종통, 번갈, 해수, 황달, 폐열 등을 치료한다. 전염성 간염, 이뇨·소염성 해열·출혈성 염증 등의 약재로 이용한다.

## 관리 및 번식법
관리법 : 약용으로 재배된다. 토양이 비옥한 화단이면 어디서나 잘 자란다.
번식법 : 10월경에 결실하는 종자를 바로 화분에 뿌리거나 이듬해 봄에 뿌린다. 이른봄 알뿌리에 잠아(潛芽)를 붙여 분리한다.